# AGER
AGER (англ. Advanced glycosylation end-product specific receptor) – білок, який кодується однойменним геном, розташованим у людей на короткому плечі 6-ї хромосоми. Довжина поліпептидного ланцюга білка становить 404 амінокислот, а молекулярна маса — 42 803.
| 10         |  | 20         |  | 30         |  | 40         |  | 50         |
| ---------- |  | ---------- |  | ---------- |  | ---------- |  | ---------- |
| MAAGTAVGAW |  | VLVLSLWGAV |  | VGAQNITARI |  | GEPLVLKCKG |  | APKKPPQRLE |
| WKLNTGRTEA |  | WKVLSPQGGG |  | PWDSVARVLP |  | NGSLFLPAVG |  | IQDEGIFRCQ |
| AMNRNGKETK |  | SNYRVRVYQI |  | PGKPEIVDSA |  | SELTAGVPNK |  | VGTCVSEGSY |
| PAGTLSWHLD |  | GKPLVPNEKG |  | VSVKEQTRRH |  | PETGLFTLQS |  | ELMVTPARGG |
| DPRPTFSCSF |  | SPGLPRHRAL |  | RTAPIQPRVW |  | EPVPLEEVQL |  | VVEPEGGAVA |
| PGGTVTLTCE |  | VPAQPSPQIH |  | WMKDGVPLPL |  | PPSPVLILPE |  | IGPQDQGTYS |
| CVATHSSHGP |  | QESRAVSISI |  | IEPGEEGPTA |  | GSVGGSGLGT |  | LALALGILGG |
| LGTAALLIGV |  | ILWQRRQRRG |  | EERKAPENQE |  | EEEERAELNQ |  | SEEPEAGESS |
| TGGP       |  |            |  |            |  |            |  |            |

A: Аланін

C: Цистеїн

D: Аспарагінова кислота

E: Глутамінова кислота

F: Фенілаланін

G: Гліцин

H: Гістидин

I: Ізолейцин

K: Лізин

L: Лейцин

M: Метіонін

N: Аспарагін

P: Пролін

Q: Глутамін

R: Аргінін

S: Серин

T: Треонін

V: Валін

W: Триптофан

Кодований геном білок за функцією належить до фосфопротеїнів. 
Задіяний у таких біологічних процесах, як запальна відповідь, альтернативний сплайсинг. 
Локалізований у клітинній мембрані, мембрані.
Також секретований назовні.